# Cratere Lyuba
Lyuba  è un cratere sulla superficie di Venere.